# Mitt i en värld av mörker
Mitt i en värld av mörker är en psalm med text skriven 1970 av Ylva Eggehorn. Musiken är skriven 1974 av Lars Moberg och bearbetades 1976.

## Publicerad i
- Den svenska psalmboken 1986 som nr 264 under rubriken "Glädje - tacksamhet".
- Den finlandssvenska psalmboken 1986 som nr 375 under rubriken "Nöd och nåd".